# Tháng 4 năm 2012
Tháng 4 năm 2012 bắt đầu vào Chủ Nhật và kết thúc sau 30 ngày vào thứ Hai.

## Chủ đề:Thời sự
| << Tháng 4 năm 2012 >> |    |    |    |    |    |    |
| CN                     | T2 | T3 | T4 | T5 | T6 | T7 |
| 1                      | 2  | 3  | 4  | 5  | 6  | 7  |
| 8                      | 9  | 10 | 11 | 12 | 13 | 14 |
| 15                     | 16 | 17 | 18 | 19 | 20 | 21 |
| 22                     | 23 | 24 | 25 | 26 | 27 | 28 |
| 29                     | 30 |    |    |    |    |    |
|                        |    |    |    |    |    |    |

| Giới thiệu trang này |

| Sự kiện đang tiếp diễn                                                     |
| -------------------------------------------------------------------------- |
| - Đại Suy thoái - Khủng hoảng nợ công châu Âu - Khủng hoảng kinh tế Hy Lạp |

| Mới mất |
| --- |
| Tháng 4 - 30: Alexander Dale Oen - 30: Tomas Borge Martinez - 30: Benzion Netanyahu - 29: Amarillo Slim - 29: Shukri Ghanem - 26: Bill Skowron - 26: Pete Fornatale - 25: Louis le Brocquy - 24: Miguel Portas - 23: Chris Ethridge - 23: LeRoy T. Walker - 22: Aristarkh Stankevich - 21: Charles Colson - 20: Bert Weedon - 20: George Cowan - 19: Greg Ham - 19: Levon Helm - 19: Valeri Vasiliev - 18: Dick Clark - 17: Dimitris Mitropanos - 15: Murray Rose - 14: Piermario Morosini - 12: Amy Tryon - 11: Julio Alemán - 11: Ahmed Ben Bella - 11: Roger Caron - 10: Raymond Aubrac - 9: Mark Lenzi - 8: Jack Tramiel - 7: Mike Wallace - 6: Fang Lizhi - 6: Thomas Kinkade - 5: Bingu wa Mutharika - 5: Gil Noble - 5: Ferdinand Alexander Porsche - 5: Jim Marshall - 5: Angelo Castro, Jr. - 5: Barney McKenna - 4: Claude Miller - 3: Richard Descoings - 2: Fatma Neslişah - 2: Jimmy Little - 1: Giorgio Chinaglia - 1: Miguel de la Madrid - 1: Lionel Bowen |

| Xung đột tiếp diễn |
| --- |
| - Chiến tranh chống khủng bố - Hải tặc Somalia - Xung đột Ả Rập-Israel - Yemen trấn áp al-Qaeda - Chiến tranh Afghanistan - Bạo loạn ở miền Nam Thái Lan - Tranh chấp chủ quyền Biển Đông - Xung đột biên giới Campuchia–Thái Lan - Chiến tranh ma túy Mexico - Xung đột nội bộ tại Peru |

| sửa thanh bên |
|               |